# Algebraische Operationen
In der Mathematik ist eine grundlegende algebraische Operation eine der üblichen Operationen der elementaren Algebra, zu denen Addition, Subtraktion, Multiplikation, Division, das Erhöhen auf eine ganze Zahl als Exponent und das Ziehen von Wurzeln gehören. Diese Operationen können auf Zahlen durchgeführt werden, wobei diese häufig als arithmetische Operationen bezeichnet werden. Außerdem können sie auch auf Variablen, algebraischen Ausdrücken und allgemein auf Elementen algebraischer Strukturen wie Gruppen und Körpern durchgeführt werden. Eine algebraische Operation kann des Weiteren auch allgemein als eine Funktion von einer kartesischen Potenz einer gegebenen Menge auf dieselbe Menge definiert werden.
Der Begriff algebraische Operation kann auch für Operationen verwendet werden, die durch die Verkettung grundlegender algebraischer Operationen definiert werden, wie zum Beispiel das Skalarprodukt. In der Analysis wird der Begriff algebraische Operation auch für Operationen verwendet, die rein algebraisch definiert werden können. Beispielsweise ist die Exponentiation mit einem ganzzahligen oder rationalen Exponenten eine algebraische Operation, jedoch nicht die allgemeine Exponentiation mit einem reellen oder komplexen Exponenten. Auch die Differentiation ist eine Operation, die nicht als algebraisch betrachtet wird.

## Notation
Multiplikationszeichen werden in der Regel weggelassen und impliziert, wenn zwischen zwei Variablen oder Termen kein Operator steht oder wenn ein Koeffizient verwendet wird - Somit wird {\displaystyle 3*x^{2}} als {\displaystyle 3x^{2}} geschrieben und {\displaystyle 2*x*y} als {\displaystyle 2xy}. Weitere mögliche Schreibweisen wären auch {\displaystyle x\times y} oder auch {\displaystyle x.y}.
Bei der Division wird anstelle des mehrdeutigen Geteiltzeichen (÷) normalerweise eine horizontale Linie, dargestellt wie {\displaystyle {\tfrac {3}{x+1}}}  verwendet. Alternativ ist auch die Schreibweise mit einem Schrägstrich, also {\displaystyle 3/(x+1)}, vor allem in Fließtexten weit verbreitet.
Exponenten werden im Regelfall mittels Hochzahlen formatiert, wie x² {\displaystyle x^{2}}. In Plain text, der TeX-Textsatzsystem und einigen Programmiersprachen wie MATLAB und Julia wird das Zeichen (^) für Exponenten verwendet, sodass x² als x^2 geschrieben werden kann. In weiteren Programmiersprachen wie Ada, Fortran, Perl, Python und Ruby wird ein doppelter Stern (**) verwendet, sodass x² als x ** 2 geschrieben wird.
Das Plusminuszeichen {\displaystyle (\pm )} wird als Kurzschreibweise für zwei Ausdrücke verwendet, die in einer einzigen Darstellung zusammengefasst sind. Es steht für einen Ausdruck mit einem Pluszeichen und einen mit einem Minuszeichen. Beispielhaft repräsentiert {\displaystyle y=x\pm 1} die beiden Gleichungen {\displaystyle y=x+1} und {\displaystyle y=x-1}. Darüber hinaus wird es manchmal auch verwendet, um einen positiven oder negativen Term wie {\displaystyle \pm x} zu kennzeichnen.

## Arithmetische und algebraische Operationen
Algebraische Operationen funktionieren auf die gleiche Weise wie arithmetische Operationen, wie in der folgenden Tabelle zu sehen ist. Hierbei sind die Buchstaben a und b willkürlich gewählt, {\displaystyle \equiv } bedeutet „äquivalent“ und {\displaystyle \not \equiv } bedeutet „nicht äquivalent“.
| Operation      | Arithmetik | Algebra                                                                                                  | Bemerkungen |
| -------------- | --- | --- | --- |
| Addition       | {\displaystyle (5\times 5)+5+5+3} äquivalent zu: {\displaystyle 5^{2}+(2\times 5)+3}                             | {\displaystyle (b\times b)+b+b+a} äquivalent zu: {\displaystyle b^{2}+2b+a}                              | {\displaystyle {\begin{aligned}2\times b&\equiv 2b\\b+b+b&\equiv 3b\\b\times b&\equiv b^{2}\end{aligned}}}                                                           |
| Subtraktion    | {\displaystyle (7\times 7)-7-5} äquivalent zu: {\displaystyle 7^{2}-7-5}                                         | {\displaystyle (b\times b)-b-a} äquivalent zu: {\displaystyle b^{2}-b-a}                                 | {\displaystyle {\begin{aligned}b^{2}-b&\not \equiv b\\3b-b&\equiv 2b\\b^{2}-b&\equiv b(b-1)\end{aligned}}}                                                           |
| Multiplikation | {\displaystyle 3\times 5} oder {\displaystyle 3\ .\ 5} oder {\displaystyle 3\cdot 5} oder {\displaystyle (3)(5)} | {\displaystyle a\times b} oder {\displaystyle a.b} oder {\displaystyle a\cdot b} oder {\displaystyle ab} | {\displaystyle a\times a\times a} ist gleichbedeutend wie {\displaystyle a^{3}}                                                                                      |
| Division       | {\displaystyle 12\div 4} or {\displaystyle 12/4} oder {\displaystyle {\frac {12}{4}}}                            | {\displaystyle b\div a} oder {\displaystyle b/a} oder {\displaystyle {\frac {b}{a}}}                     | {\displaystyle {\frac {a+b}{3}}\equiv {\tfrac {1}{3}}\times (a+b)}                                                                                                   |
| Exponentiation | {\displaystyle 3^{\frac {1}{2}}} {\displaystyle 2^{3}}                                                           | {\displaystyle a^{\frac {1}{2}}} {\displaystyle b^{3}}                                                   | {\displaystyle a^{\frac {1}{2}}} ist gleichbedeutend wie {\displaystyle {\sqrt {a}}} {\displaystyle b^{3}} ist gleichbedeutend wie {\displaystyle b\times b\times b} |

## Eigenschaften von arithmetischen und algebraischen Operationen
| Property       | Arithmetik                                                                              | Algebra                                                                                 | Bemerkungen |
| -------------- | --------------------------------------------------------------------------------------- | --------------------------------------------------------------------------------------- | --- |
| Kommutativität | {\displaystyle 3+5=5+3} {\displaystyle 3\times 5=5\times 3}                             | {\displaystyle a+b=b+a} {\displaystyle a\times b=b\times a}                             | Addition und Multiplikation sind kommutativ und assoziativ. Für Subtraktion und Division gilt dies nicht: {\displaystyle a-b\not \equiv b-a} |
| Assoziativität | {\displaystyle (3+5)+7=3+(5+7)} {\displaystyle (3\times 5)\times 7=3\times (5\times 7)} | {\displaystyle (a+b)+c=a+(b+c)} {\displaystyle (a\times b)\times c=a\times (b\times c)} | Addition und Multiplikation sind kommutativ und assoziativ. Für Subtraktion und Division gilt dies nicht: {\displaystyle a-b\not \equiv b-a} |